# Championnats du monde de skateboard
Les Championnats du monde de skateboard sont initiés par la World Skate : ils concernent la discipline de street et de park (ou rampe).
Jusqu'en 2017, les deux disciplines étaient disputées dans des tournois distincts
- depuis 2010, la Street League Skateboarding constitue le principal circuit de compétitions internationales de skateboard professionnel pour la discipline du street ; la finale SLS Super Crown réunit les huit meilleurs athlètes pour déterminer le champion du monde. En 2018, SLS annonce son partenariat avec World Skate, en vertu duquel il devient la série de circuits mondiaux et désigne alors le champion du monde officiel[1].
- en 2016, la ligue Vans Park Series est créée pour le skateboard de parc[2]

Cette unification, avec le renforcement de la pratique féminine, est poussé avec l'introduction du Skateboard aux Jeux olympiques pour les jeux de Tokyo, notamment pour établir ses critères de qualification. Les X Games, compétition annuelle organisé par le réseau de télévision ESPN n'est en effet pas retenu. C'est à ce moment que la Fédération international de skateboard (International Skateboarding Federation / ISF) va fusionner au sein de la Fédération internationale de roller sports (FIRS) pour former la World Skate.
Crée en 2017, les World Skate Games réunissent eux tous les deux ans toutes les disciplines sous l'égide de la fédération internationale comme le skateboard, le roller de vitesse, le roller artistique ou le inline hockey, etc.

## Éditions
| Édition | Date                          | Ville hôte, Pays             | Discipline | Champion         | Pays       | Championne      | Pays        |
| ------- | ----------------------------- | ---------------------------- | ---------- | ---------------- | ---------- | --------------- | ----------- |
| 2018    | 11 au 13 janvier 2019         | Rio de Janeiro, Brésil       | Street     | Nyjah Huston     | États-Unis | Aori Nishimura  | Japon       |
| 2018    | 31 octobre au 3 novembre 2018 | Nankin, Chine                | Park       | Pedro Barros     | Brésil     | Sakura Yosozumi | Japon       |
| 2019    | 12 au 22 septembre 2019,      | Sao Paulo, Brésil            | Street     | Nyjah Huston     | États-Unis | Pamela Rosa     | Brésil      |
| 2019    | 12 au 22 septembre 2019,      | Sao Paulo, Brésil            | Park       | Heimana Reynolds | États-Unis | Misugu Okamoto  | Japon       |
| 2021    | 31 mai au 6 juin 2021         | Rome, Italie                 | Street     | Yūto Horigome    | Japon      | Aori Nishimura  | Japon       |
| 2022    | 29 janvier au 12 février 2023 | Sharjah, Émirats arabes unis | Street     | Aurélien Giraud  | France     | Rayssa Leal     | Brésil      |
| 2022    | 29 janvier au 12 février 2023 | Sharjah, Émirats arabes unis | Park       | Jagger Eaton     | États-Unis | Sky Brown       | Royaume-Uni |